# Las Navas de la Concepción
Las Navas de la Concepción er en by og kommune i det sydlige Spanien i provinsen Sevilla. Den har et indbyggertal på 1.520 (2024) indbyggere.